# Coalau II
Coalau II ist eine osttimoresische Aldeia. Sie liegt im Norden des Sucos Dare (Verwaltungsamt Vera Cruz, Gemeinde Dili). Die Aldeia Coalau II reicht vom Zentrum bis an die Nordgrenze des Sucos Dare zu den Sucos Manleuana und Bairro Pite. Westlich von Coalau II liegt die Aldeia Leilaus, südlich der überregionale Straße die Aldeia Coalau I und östlich die Aldeias Fila Beba Tua, Fuguira/Bauloc und Lemorana. An der Straße an der Südgrenze liegt beidseitig der Ort Bematua. Weitere einzelne Häuser befinden sich jenseits der Straße im Norden. In Bematua befindet sich der Sitz des Sucos Dare.
2015 lebten in Coalau II 282 Menschen.